# Ritchiea mayumbensis
Ritchiea mayumbensis är en kaprisväxtart som beskrevs av Arthur Wallis Exell. Ritchiea mayumbensis ingår i släktet Ritchiea och familjen kaprisväxter. Inga underarter finns listade i Catalogue of Life.